# Hecalapona parela
Hecalapona parela är en insektsart som beskrevs av Delong 1978. Hecalapona parela ingår i släktet Hecalapona och familjen dvärgstritar. Inga underarter finns listade i Catalogue of Life.